# Doubrava u Lipové
Die Ortschaft Doubrava (deutsch  Taubrath ) gehört zur Gemeinde Lipová u Chebu (deutsch Lindenhau) im Bezirk Eger, Karlovarský kraj in Tschechien.

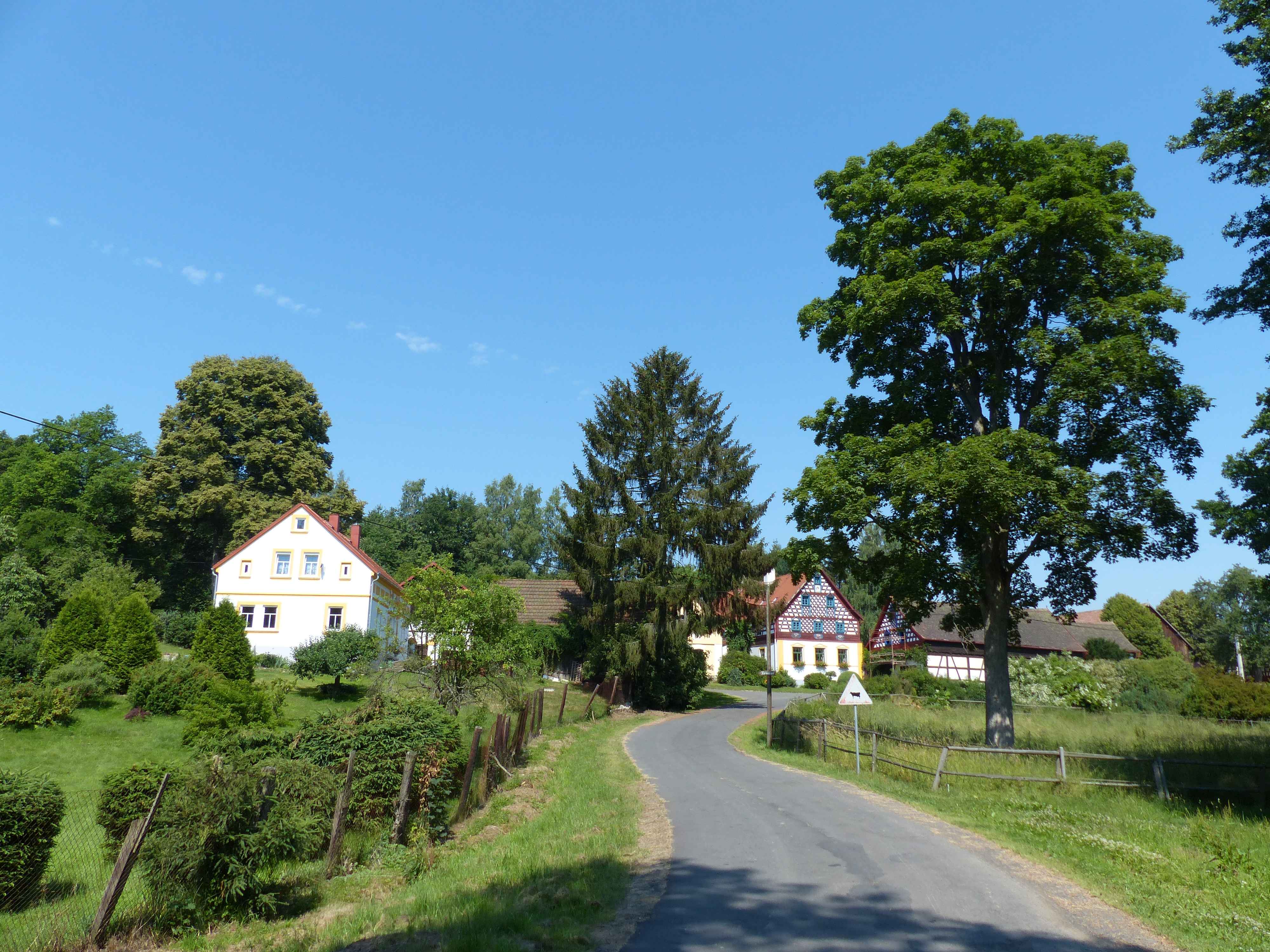
Ortsansicht

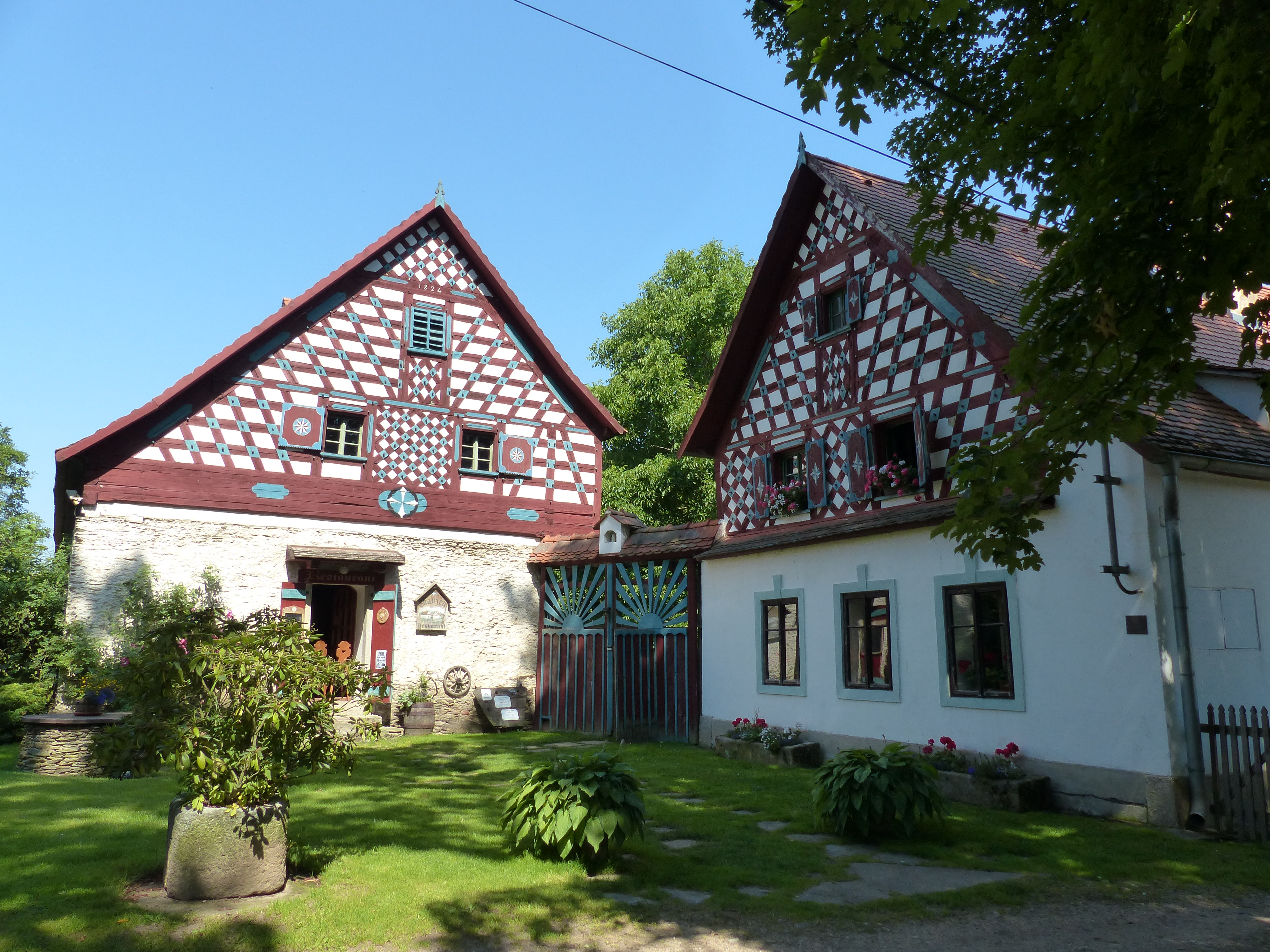
Fassade eines Fachwerkhauses in Doubrava

## Geographische Lage
Der Ort befindet sich im  Westen Tschechiens einige Kilometer südlich der Stadt Cheb. 

## Geschichte
Im Jahr 1313 wurde Taubrath erstmals in einer Urkunde erwähnt, als Arnold, Domherr in Prag und Geistlicher in Königsberg an der Eger (Kynšperk nad Ohří), einen Streit zwischen der Komturei des Deutschen Ordens in Eger und dem Hospital des Kreuzherrenordens schlichtete und dem Deutschen Orden die Einkünfte aus dem Dorf Taubra zugesichert wurden. Taubra erscheint in den Archivbeständen des Kreuzherrenordens mit dem Ortsnamen „Tauber“ und „Taubenhof“.
Diese wechselnden Schreibformen des Ortsnamens setzen sich durch die Jahrhunderte fort und enthalten das Grundwort Tawrik oder Towrik, welches auch in Flurnamen vorkam und auf einen vergessenen Platz zur Erzverhüttung oder eine untergegangene Burg hinweist. Die „Tawrikgaß“ war ein Fahrweg nach Altalbenreuth, eine Wiese nach Unterlosau hieß die „Tawrikwies“ und die Auenlandschaft gegen Stabnitz hieß die „Tomrik“. Gesicherte Ortsnamen von Taubrath sind im Jahr 1313 „Taubra“, 1322 „Tauberat“, 1392 „Taverat“, 1395 „Tawbrat“, 1350 „Taubra“, 1798 „Taubarat“, 1842 bis 1945 „Taubrath“, „Tauwaraad“, „Tawrik“ und nach 1945 „Doubrava“.
Das Klauensteuerbuch der Stadt Eger aus dem Jahr 1392 enthält die ersten gesicherten neun Personennamen in Taubrath. Das Musterungsbuch aus dem Jahr 1395 nennt neun wehrpflichtige Bauern. Im Jahre 1606 verkaufte der Orden vom Heiligen Kreuz das Dorf Taubrath und seine Einkünfte an den Ratsherrn Wolfgang Bayer in Eger und die Bauern des Dorfes unterstanden bis zum Jahr 1848 dem Magistrat der Stadt Eger.
Im Jahr 1780 wurde auf Feldern bei Taubrath Cobalt-Manganerz gefunden, das damals „Schwarzer Erdkobold“ genannt wurde. Es kam zu einer Mutung nach diesem Erz und es bestand bis in das 19. Jahrhundert ein Bergbau, dessen Gruben aufgelassen wurden, als kein reines Cobalterz gefunden wurde.

### Eingemeindungen
Durch eine Gemeindeordnung des Jahres 1850 kam Taubrath zur Gemeinde Altalbenreuth (tschechisch Mýtina) und gehörte mit sieben weiteren Ortschaften zur Pfarrei Palitz. Davor war sie seit 1787 Pfarrdorf in der Pfarrei Neualbenreuth.  Nach dem Ende des Zweiten Weltkriegs (1939–1945) wurden die deutschsprachigen Einwohner von Taubrath durch die Beneš-Dekrete zum Verlassen des Ortes gezwungen und kamen als Heimatvertriebene meist nach Bayern.

### Einwohnerentwicklung
1991 hatte der Ort 56 Einwohner. Im Jahre 2001 bestand das Dorf aus 19 Häusern, in denen 41 Menschen lebten.

## Kultur und Sehenswürdigkeiten
Mehrere Egerländer Fachwerkbauten mit prächtig gestalteten Hausfassaden, charakteristisch für das Egerland, die sich bis heute erhalten haben. Die meisten dieser Vierkanthöfe wurden in den Jahren nach der Grenzöffnung nach Bayern im Jahr 1990 renoviert. In einem der Höfe befindet sich ein privates Freilichtmuseum, in dem neben der Architektur landwirtschaftliches Gerät und typische Einrichtungsgegenstände gezeigt werden.

## Persönlichkeiten
- Michael Rustler Edler von Neuenacker, 1858 in Taubrat Nr. 9 geboren, 1948 in Wien verstorben, k.und k. Generalmajor in der Monarchie Österreich-Ungarn, Erhebung in den österreich-ungarischen Adelstand mit dem Prädikat Edler von Neuenacker, Diplom Wien, 19. August 1918 (Peter Frank Döfering: Adelslexikon des österreichischen Kaisertums, Wien 1989; Sölch aus Zettendorf, Kreis Eger in Böhmen, Band 214 (58. Allgemeiner Band), Deutsches Geschlechterbuch, 2002, C.A. Starke Verlag Limburg an der Lahn, S. 1018, ISBN 3-7980-0214-2, ISSN 1438-7972); Zettendorf ist das heutige Cetnov, ein Ortsteil von Cheb; Josef Weinmann: Egerländer Biographisches Lexikon mit ausgewählten Personen aus dem ehemaligen Regierungsbezirk Eger, Band 2, Bayreuth 1987, ISBN 3-922808-12-3, S. 125; Egerer Zeitung, S. 246, 247 (1966)